# Шуак
Шуак (каз. Шуақ, до 2011 г. — Солнечное) — село в Жарминском районе Абайской области Казахстана. Входит в состав Жангизтобинской поселковой администрации. Код КАТО — 634457400.
До распада СССР в селе располагался военный городок.
В селе расположены исправительные учреждения:
- колония общего режима (ОВ-156/18);
- колония строгого режима (ОВ-156/17);
- женская колония (ОВ-156/21).

Ожидается, что со временем все три исправительные колонии будут закрыты.

## Население
В 1999 году население села составляло 872 человека (425 мужчин и 447 женщин). По данным переписи 2009 года, в селе проживало 1220 человек (597 мужчин и 623 женщины).